# Double Staircase
Double Staircase besteht aus zwei dicht aufeinanderfolgenden Stromschnellen in einer Biegung des Motu River in der Region Bay of Plenty auf der Nordinsel Neuseelands. Dem Flusslauf stromabwärts folgend liegen sie zwischen der Boulder Rapid und der Helicopter Rapid in der Raukumara Range.